# Смирнов, Анатолий Михайлович (ветеринар)
Анато́лий Миха́йлович Смирно́в (род. 5 сентября 1935, Печениги, Московская область) — советский и российский ученый в области ветеринарной санитарии, гигиены, экологии и микробиологии. Директор Всероссийского научно-исследовательского института ветеринарной санитарии, гигиены и экологии (1992—2015?), ныне его научный руководитель (с 2015).
Доктор ветеринарных наук (1980), профессор (1987), академик РАН (2013), академик РАСХН (1995, членкор 1993). Иностранный член Национальной академии аграрных наук Украины (1995), академик Монгольской академии сельскохозяйственных наук.
Заслуженный деятель науки Российской Федерации (1999). Дважды лауреат премии Правительства РФ (1996, 2011).

## Биография
Родился в д. Печенега.
Окончил Калужский зооветеринарный техникум (1954) и Витебский ветеринарный институт (1959).
Трудовую деятельность начал ветеринарным врачом: с 1959 г. врач-эпизоотолог, в 1960—1963 гг. главный ветеринарный врач Лев-Толстовского р-на Калужской обл.
В 1963—1966 гг. аспирант ВНИИ ветеринарной санитарии (ВНИИВС), затем там же старший научный сотрудник лаборатории дезинфекции, с 1981 г. — заведующий лабораторией ветеринарной санитарии в пчеловодстве, с 1989 г. 1-й заместитель директора (по научной работе), с 1992 г. директор ВНИИ ветеринарной санитарии, гигиены и экологии (ВНИИВСГЭ, до 1990 — ВНИИВС), а с 2015 г. его научный руководитель и заведующий лабораторией ветеринарной санитарии в пчеловодстве. Председатель диссертационного совета Д 006.008.01 по защите диссертаций на соискание ученой степени доктора наук на базе ВНИИВСГЭ.
С 1994 г. академик-секретарь Отделения ветеринарной медицины Россельхозакадемии. С 2000 года глава Экспертного совета ВАК МО по ветеринарным и зоотехническим наукам.
Заместитель председателя секции ветеринарии Научно-технического совета Минсельхоза России. Член комиссии Минсельхоза России по борьбе с заразными болезнями животных и Межведомственной комиссии по профилактике и борьбе с африканской чумой свиней. Является научным консультантом по сельскому хозяйству и ветеринарии Большой Российской энциклопедии.
Подготовил 22 доктора и кандидата наук.
Главный редактор «Российского журнала „Проблемы ветеринарной санитарии, гигиены и экологии“».
Член редколлегий 3-х журналов, входящих в Перечень ВАК, в частности журнала «Пчеловодство».
Награждён орденом Трудового Красного Знамени (1981), орденом Почета (2005), 4 медалями СССР и РФ, золотой медалью имени А. А. Полякова (2011), 15 медалями ВДНХ и ВВЦ; дипломом Всемирной ветеринарной ассоциации (1979); Международными золотой и бронзовой медалями Всемирной организации пчеловодов (1971), почётной грамотой Президента Российской Федерации за заслуги в развитии отечественной науки, многолетнюю плодотворную деятельность и в связи с 300-летием со дня основания Российской академии наук (2024).
Дважды лауреат премии правительства РФ (1996, 2012) — за разработку научных основ и внедрение интегрированной системы мероприятий по борьбе с болезнями пчёл (1997 г.) и за системное решение охраны окружающей природной среды, кормов и получение безопасной продукции животноводства в зонах интенсивного техногенного загрязнения (2011 г.).
Автор опубликованных, в том числе за рубежом, более 500 научных трудов, в том числе 13 книг и брошюр, из них 2 монографии. Имеет 32 авторских свидетельства и патента на изобретения.